# Rafael Lapesa
Rafael Lapesa Melgar (Valencia, 8 de febrero de 1908-Madrid, 1 de febrero de 2001) fue un filólogo español, miembro de la Real Academia Española y de la Real Academia de la Historia.

## Biografía
Nació en Valencia en 1908, y su familia se trasladó a Madrid en 1916. Cursó el bachillerato en el Instituto Cardenal Cisneros, donde tuvo entre otros profesores al filólogo Vicente García de Diego, a Francisco Morán y a Eloy Luis André. En 1925, mientras estudia Filosofía y Letras en Madrid, conoce a la que será su futura esposa, su condiscípula Pilar Lago de Couceiro. Ella trabaja en el Tribunal de Cuentas y él en una sociedad de seguros, "Los Previsores del Porvenir". Siguieron los cursos de Andrés Ovejero sobre Miguel de Cervantes y de Américo Castro sobre historia de la lengua española. Ya licenciados, se reencuentran en el Centro de Estudios Históricos, donde Rafael es becario (1927-28) y colaborador (1929-39). Allí se formó bajo la supervisión del director, Ramón Menéndez Pidal, y los filólogos Tomás Navarro Tomás y Américo Castro. Se doctoró con un estudio sobre El dialecto asturiano occidental en la Edad Media. En 1930 ganó por oposición una cátedra de instituto de enseñanza media en Lengua Española y Literatura, que desempeñó en Madrid (1932-41), Oviedo (1942) y Salamanca (1942-47), a la vez que impartía cursos en sus universidades respectivas.
En agosto de 1932 se casó con Pilar Lago; el matrimonio no tuvo hijos. La Guerra Civil le pilla enfrascado en sus labores docentes; fue el responsable administrativo del Centro de Estudios Históricos en Madrid hasta 1937 por encargo de su Secretario Tomás Navarro Tomás. A causa de su pronunciada miopía, se le destina a alfabetizar soldados republicanos, lo que recordó como una de las experiencias humanas más gratificantes de su vida. Terminada la contienda siguió trabajando en el Centro de Estudios Históricos y también estuvo en Oviedo y Salamanca como profesor. Entre 1947 y 1978 desempeñó la cátedra de historia de la lengua española en la Universidad de Madrid, en la que destacó por sus cualidades docentes formando a dos generaciones de especialistas, entre los que cabe citar a Diego Catalán, Fernando González Ollé, Domingo Ynduráin, Francisco A. Marcos Marín, Rafael Cano Aguilar, María Teresa Echenique o Manuel Ariza Viguera, entre otros. Uno de sus compañeros académicos dijo de él: "Es capaz de hacer lo que sea por sus alumnos, menos enfadarse". Corregía de forma minuciosa los exámenes. También en 1947 comenzó a trabajar en el Seminario de Lexicografía de la Real Academia Española, recién creado para elaborar el Diccionario Histórico del español. Lapesa fue después subdirector (1950-68) y director (1969-81) del Seminario. Enseñó también en universidades americanas como profesor visitante: Princeton (1948-49), Harvard (1948,1952-54), Yale (1949 y 1952), Berkeley (1949), Pensilvania (1952) y Wisconsin (1956). En esta última fue investigador del Institute for Research in Humanities durante el curso 1959-60. Asimismo, enseñó en las Universidades de Puerto Rico (1960), Buenos Aires y La Plata (1962), y en el Colegio de México (1960 y 1968). Ofreció además muchas conferencias en muchas otras universidades de Francia, Inglaterra, Alemania, Italia, Suecia, Finlandia, Estados Unidos, Colombia, México, Argentina y Perú. En 1954 ingresó como miembro de número en la Real Academia Española, de la que fue secretario entre 1964 y 1971, así como director interino en 1987 tras la renuncia de Pedro Laín Entralgo. En 1982 fue nombrado académico de la Historia, pero retrasó pronunciar su discurso de ingreso durante catorce años a causa de la enfermedad de su esposa, hasta que lo hizo en 1996.
Escribió una Historia de la lengua española (1942) reeditada desde hace décadas, e importantes libros sobre la materia como sus Estudios de historia lingüística española (1985) y El español moderno y contemporáneo (1996). Se interesó sobre todo en el desarrollo de la sintaxis histórica española conciliando la tradición positivista de la neogramática y la estilística de Bally con el estructuralismo, entonces en auge. Publicó además numerosos artículos en las revistas especializadas, reunidos en las casi mil páginas de los dos tomos de Estudios de morfosintaxis histórica del español editados por Rafael Cano y María Teresa Echenique (2000). Concibió las orientaciones metodológicas y participó en el monumental Diccionario histórico de la lengua española, comenzado en el Seminario de Lexicografía de la Real Academia Española y que se encargó de impulsar. Sus aportaciones a la estilística fueron también notables a través de los trabajos contenidos en De la Edad Media a nuestros días (1967), La trayectoria poética de Garcilaso (1948, tercera edición muy ampliada en 1968), Poetas y prosistas de ayer y de hoy (1977), De Ayala a Ayala (1988), De Berceo a Guillén: estudios literarios (1997)... Se le deben más de doscientas obras, pues no en vano puso en su despacho la siguiente máxima: "Dios bendiga a quien no me haga perder el tiempo". Esa placa pasó a su muerte al despacho de uno de sus discípulos, el fallecido catedrático de la Universidad de Sevilla Manuel Ariza Viguera.
Fue vicepresidente entre 1965 y 1971 y presidente entre 1974 y 1977 de la Asociación Internacional de Hispanistas, miembro de honor de la Modern Language Association of America, de la American Association of Teachers of Spanish and Portuguese; miembro de la Hispanic Society of America; miembro correspondiente de la Real Academia Gallega, de la Real Academia de Buenas Letras de Barcelona, de la Academia Argentina de Letras, de la Academia Nacional de Letras del Uruguay, de la Academia Paraguaya de la Lengua, de la Academia de Artes y Letras de Puerto Rico, del Real Instituto de Estudios Asturianos, de la Institución Alfonso el Magnánimo de Valencia y del Centro de Cultura Valenciana. Caballero de la Legión de Honor y de la Orden de Andrés Bello. Recibió importantes condecoraciones y obtuvo los premios Menéndez Pidal de Investigación en 1983, y el Príncipe de Asturias de las Letras (1986). Fue, además, doctor honoris causa por las Universidades de Valencia (1985), Oviedo (1985), Salamanca (1986), Nacional de Educación a Distancia y Helsinki (1990) y Toulouse y profesor honorario de la de San Marcos de Lima.

## Obras
- Historia de la lengua española, Madrid, Escelicer, 1942. 9.ª edición refundida y aumentada, Madrid, Gredos, 1980/1984/1991.
- Introducción a los estudios literarios, Barcelona, Rauter, 1947. 18.ª edición, corregida y aumentada, Madrid, Anaya, 1992.
- La trayectoria poética de Garcilaso, Madrid, Revista de Occidente, 1948. Última edición revisada, Madrid, Alianza, 1985.
- Los decires narrativos del Marqués de Santillana. Discurso de ingreso en la Real Academia Española, Madrid, 1954.
- La obra literaria del Marqués de Santillana, Madrid, Ínsula, 1957.
- De la Edad Media a nuestros días, Madrid, Gredos, 1967.
- Poetas y prosistas de ayer y de hoy. Veinte estudios de historia y crítica literarias, Madrid, Gredos, 1977.
- Estudios de historia lingüística española, Madrid, Paraninfo, 1985.
- Garcilaso: estudios completos, Madrid, Istmo, 1985.
- De Ayala a Ayala. Estudios literarios y estilísticos, Madrid, Istmo, 1988.
- Léxico e historia, Madrid, Istmo, 1992.
- El español moderno y contemporáneo: estudios lingüísticos, Barcelona, Grijalbo-Mondadori, 1996.
- De Berceo a Jorge Guillén: estudios literarios, Madrid, Gredos, 1997.
- El dialecto asturiano occidental en la Edad Media, Sevilla, Universidad, 1998.
- Generaciones y semblanzas de claros varones y gentiles damas que ilustraron la filología hispánica de nuestro siglo, Madrid, Real Academia de la Historia, 1998.
- Estudios de morfosintaxis histórica del español, Madrid, Gredos, 2000.